# Championnat des Seychelles de football 1999
Navigation
Saison précédente Saison suivante
La saison 1999 de Barclays First Division est la vingtième édition de la première division seychelloise. Les huit meilleures équipes du pays s'affrontent en matchs aller et retour au sein d'une poule unique. À la fin du championnat, le dernier du classement est relégué et remplacé par la meilleure équipe de deuxième division, et l'avant-dernier affronte le second de D2, lors d'un barrage.
C'est le club de Saint-Michel United qui a été sacré champion des Seychelles pour la troisième fois de son histoire. Le club termine en tête du classement final du championnat, avec six points d'avance sur Red Star FC et sept sur La Passe FC.
Saint-Michel United se qualifie pour la Ligue des champions de la CAF 2000.

## Les équipes participantes
| - Saint-Michel United - Red Star FC - Sunshine SC - Rivière Anglaise - Promu de D2 | - La Passe FC - Saint-Louis FC - Ascot - Rovers - Promu de D2 |

## Classement
Le classement est établi sur le barème de points classique (victoire à 3 points, match nul à 1, défaite à 0).
| Rang | Équipe                  | Pts | J  | G  | N  | P  | Bp | Bc  | Diff |
| ---- | ----------------------- | --- | -- | -- | -- | -- | -- | --- | ---- |
| 1    | Saint Michel United FCT | 61  | 28 | 18 | 7  | 3  | 78 | 16  | +62  |
| 2    | Red Star FCC            | 55  | 28 | 16 | 7  | 5  | 55 | 29  | +26  |
| 3    | La Passe FC             | 54  | 28 | 17 | 3  | 8  | 57 | 31  | +26  |
| 4    | Saint-Louis FC          | 44  | 28 | 12 | 8  | 8  | 40 | 30  | +10  |
| 5    | Sunshine SC             | 40  | 28 | 10 | 10 | 8  | 61 | 32  | +29  |
| 6    | Ascot                   | 34  | 28 | 10 | 4  | 14 | 41 | 56  | -15  |
| 7    | Rovers                  | 16  | 28 | 3  | 7  | 18 | 17 | 73  | -56  |
| 8    | Rivière AnglaiseP       | 7   | 28 | 1  | 4  | 23 | 20 | 102 | -82  |

| Légende : Qualifications et relégations | Légende : Qualifications et relégations                                                     |
| --------------------------------------- | ------------------------------------------------------------------------------------------- |
|                                         | Qualification pour la Ligue des champions de la CAF 2000                                    |
|                                         | Qualification pour la Coupe d'Afrique des vainqueurs de coupe de football 2000              |
|                                         | Participation au barrage de promotion-relégation                                            |
|                                         | Relégation directe en deuxième division                                                     |
|                                         | T : Tenant du titre P : Promu de deuxième division C : Vainqueur de la Coupe des Seychelles |

## Bilan de la saison
| Championnat des Seychelles de football 1999              |                                |
| Champion                                                 | Saint-Michel United (3e titre) |
| Coupes et trophées                                       |                                |
| Vainqueur de la Coupe des Seychelles 1999                | Red Star FC                    |
| Qualifications continentales                             |                                |
| Ligue des champions de la CAF 2000                       | Saint-Michel United            |
| Coupe d'Afrique des vainqueurs de coupe de football 2000 | Red Star FC                    |
| Promotions et relégations                                |                                |
| Promus en Barclays First Division                        | Anse Réunion FC                |
| Relégués en Second Division                              | Rivière Anglaise               |